# Rodolfo Chiari

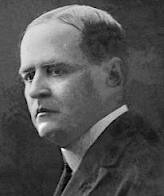
Rodolfo Chiari

Rodolfo Chiari (* 15. November 1869 in Aquadulce; † 16. August 1937 in Kalifornien) war zweimaliger Premierminister und der 13. Staatspräsident von Panama.

## Karriere
Chiari war vom 6. bis zum 11. Juni 1923 und vom 25. September bis zum 30. September 1928 jeweils für wenige Tage Premierminister von Panama. Unter Präsident Belisario Porras Barahona diente er zudem mehrfach als Justizminister: in dessen Amtszeit von 1920–1923 (zweimal, kurzzeitig unterbrochen von Aristides Royo) und in dessen Amtszeit 1923/1924 (vom 11. Juni 1923 bis zum 18. Februar 1924).
Außerdem fungierte er von 1912 bis 1916 sowie von 1920 bis 1924 als Vizepräsident seines Landes. Vom 1. Oktober 1924 bis zum 1. Oktober 1928 war er als Präsident Nachfolger des dreimaligen Präsidenten Belisario Porras Barahona. Nachfolger von Chiari im Amt des Staatspräsidenten wurde der aus der Wirtschaft stammende Florencio Harmodio Arosemena, der seine Wahl insbesondere den Liberalen unter der Führung Chiaris verdankte. In seiner Zeit als Präsident erlebt Chiaria zwei Aufstände von Einheimischen: Am 12. Februar 1925 beginnt die Revolution der San Blas Kuna-o-el Tule, die eine stärke Selbstregierung der Insulaner zur Folge hat. Vom 10. bis 13. Oktober desselben Jahres läuft die Revolte der Inquilinario, die zur Landung von US Marines führt.

## Trivia
Rodolfo Chiaris Sohn Roberto Francisco Chiari Rémon (1905–1981) folgte ihm gut 40 Jahre später als Ministerpräsident nach, als er dieses Amt von 1960 bis 1964 ausübte. Sein Enkel Rodolfo Chiari de Léon war Mitte der 1980er Jahre unter Manuel Noriega ebenfalls Justizminister.